# Charles Mopelistadion
Het Charles Mopelistadion is een multifunctioneel stadion in Phuthaditjhaba, in de provincie Vrijstaat in Zuid-Afrika. 
In het stadion is plaats voor 50.000 toeschouwers. Het stadion wordt vooral gebruikt voor voetbalwedstrijden, de voetbalclub African Warriors FC maakt gebruik van dit stadion. 